# 宝塚歌劇団63期生
宝塚歌劇団63期生（たからづかかげきだん63きせい）とは1975年に宝塚音楽学校に入学し、1977年に卒業。同年、宝塚歌劇団に入団し、『風と共に去りぬ』で初舞台を踏んだ46人を指す。

## 概要
この期には、元花組トップ娘役の美雪花代、元星組男役スターのあづみれいか、元月組娘役の葦笛るか、元専科男役、元月組副組長葵美哉、元花組男役で、俳優金田賢一の妻の梓のぼる、元月組男役で、叶千佳の叔母の旺なつき、元雪組男役で、愛羽ふぶきの母の真笛ひびき、元星組男役で、優ひかりの妹、毎日放送アナウンサー関岡香の姉の真琴愛、元月組娘役で、大樹りょうの母の真樹りさが入団。

## 一覧
| 芸名         | 読み仮名        | 誕生日   | 出身地         | 出身校                         | 芸名の由来                                                                               | 愛称                           | 役柄 | 退団年 | 備考                                                                                                   |
| ------------ | --------------- | -------- | -------------- | ------------------------------ | ---------------------------------------------------------------------------------------- | ------------------------------ | ---- | ------ | --- |
| 愛奈まゆき   | あいな まゆき   | 11月23日 | 大阪府大阪市   | 成蹊学園                       | 好きな字を 集める                                                                        | もっち まゆき                  | 娘役 | 1984年 | |
| 愛原さゆ美   | あいはら さゆみ | 9月23日  | 東京都         | 桜蔭高等学校                   |                                                                                          | さゆみちゃん                   | 娘役 | 1982年 | |
| 葵美哉       | あおい みや     | 6月3日   | 宮崎県宮崎市   | 宮崎女子高等学校               | 両親と考案                                                                               | ありんこ ありりん              | 男役 | 1998年 | |
| 暁美里       | あかつき みさと | 3月20日  | 大阪府豊中市   | 梅花高等学校                   |                                                                                          | くわ                           | 娘役 | 1982年 | |
| 麻川美紗     | あさかわ みさ   | 1月1日   | 大阪府大阪市   | 被昇天学園高等学校             | 両親が考案                                                                               | ハム                           | 娘役 | 1980年 | |
| 朝日奈光     | あさひな ひかる | 11月5日  | 埼玉県秩父市   | 熊谷女子高等学校               | 知人が命名                                                                               | ハッタン                       | 男役 | 1984年 | |
| 葦笛るか     | あしぶえ るか   | 11月29日 | 大阪府池田市   | 恵泉女学園                     | 両親と考案                                                                               | るか キミコ                    | 娘役 | 1980年 | 母は千代薫 伯母は大路三千緒 宝塚大劇場近くでジュエリー・宝塚関連オリジナル商品・輸入玩具の販売店を経営 |
| 梓のぼる     | あずさ のぼる   | 11月4日  | 東京都         | 佼成学園女子高等学校           |                                                                                          | ユミ アズサ                    | 男役 | 1985年 | 夫は金田賢一 義父は金田正一 姑は雅章子                                                                 |
| 麻生いず美   | あそう いずみ   | 11月11日 | 大阪府大阪市   | 神戸海星女子学院               | 家族で考案                                                                               | シンコ まきちゃん              | 男役 | 1982年 | |
| あづみれいか | あづみ れいか   | 8月22日  | 大阪府大阪市   | 大阪市立桜宮高等学校           | 家族で考案                                                                               | プッチ                         | 男役 | 1988年 | 俳優・小説家                                                                                           |
| 彩辰美       | あや たつみ     | 12月20日 | 東京都中央区   | 麹町学園女子高等学校           | 尾上辰之助が命名                                                                         | ちえちゃん ちいぼう ソーマッチ | 娘役 | 1986年 | 父は歌舞伎役者・7代目市川門之助 弟は歌舞伎役者・8代目市川門之助                                        |
| ありす未来   | ありす みき     | 10月18日 | 大阪府大阪市   | 文の里中学校                   | 家族で考案                                                                               | ちかげ                         | 娘役 | 1987年 | 母は百合小夜子 叔母は浦島歌女                                                                          |
| 一城けん     | いちじょう けん | 2月24日  | 大阪府         | 東京大阪女学院                 | 父が考案                                                                                 | いちこ                         | 男役 | 1980年 | |
| いづき結花   | いづき ゆか     | 9月28日  | 大阪府         | 狭山中学校                     |                                                                                          | ユカ                           | 男役 | 1980年 | |
| 旺なつき     | おう なつき     | 6月19日  | 岡山県倉敷市   | 倉敷青陵高等学校               | 家族で考案                                                                               | ロム                           | 男役 | 1985年 | 姪は叶千佳                                                                                             |
| 叶るい       | かのう るい     | 9月7日   | 東京都         | 山脇学園                       | 尊敬する人が命名                                                                         | ユッコ                         | 男役 | 1980年 | |
| 古都ちはる   | こと ちはる     | 12月1日  | 京都府京都市   | 家政学園高等学校               | 出身地に因む                                                                             | ナオミ ちはる                  | 娘役 | 1980年 | |
| 三枝みき     | さえぐさ みき   | 9月28日  | 京都府京都市   | 下鴨中学校                     |                                                                                          | なち                           | 娘役 | 1979年 | |
| 咲衣里紗     | さき えりさ     | 7月4日   | 兵庫県         | 梅花学園高等学校               | 家族で考案                                                                               | みさき                         | 娘役 | 1980年 | |
| 佐保雅世     | さほ まさよ     | 9月21日  | 東京都         | 武庫川学院                     | 佐保姫の名前                                                                             | やなちゃん サホ                | 娘役 | 1984年 | |
| さや初夏     | さや はつか     | 11月21日 | 兵庫県         | 尼崎高等学校                   | 爽やかな 初夏の如くの 意味                                                               | なおちゃん                     | 娘役 | 1980年 | |
| 詩条なな帆   | しじょう ななほ | 3月27日  | 大阪府大阪市   | 相愛学園                       |                                                                                          | ななほ チサちゃん              | 娘役 | 1985年 | 改名後・詩季なな帆（しき ななほ） 姉は江里美幸                                                         |
| 紫峰ゆき     | しほう ゆき     | 9月13日  | 兵庫県芦屋市   | 芦屋女子高等学校               | 尊師が命名                                                                               | みどり                         | 娘役 | 1979年 | |
| 貴城麻也     | たかしろ まや   | 5月26日  | 福岡県         | 青蘭学院                       |                                                                                          | チャオ サチヨ                  | 男役 | 1984年 | |
| 高嶺忍       | たかね しのぶ   | 6月11日  | 大阪府         | 高倉中学校                     | 父が考案                                                                                 | はつえちゃん しのぶ            | 男役 | 1979年 | |
| 鼓千奈       | つづみ ちな     | 11月29日 | 大阪府池田市   | 武庫川学院                     | 尊師が命名                                                                               | ポロン そのみ                  | 娘役 | 1983年 | 母は桜木みそ乃                                                                                         |
| 常盤幸子     | ときわ さちこ   | 8月20日  | 兵庫県尼崎市   | 尼崎西高等学校                 | いつまでも 幸せで いられるようにと、 父の知人が命名                                      | レコ                           | 娘役 | 1985年 | |
| 直城理恵     | なおき りえ     | 4月9日   | 岡山県倉敷市   | 園田学園高等学校               |                                                                                          | りえ のの                      | 娘役 | 1983年 | |
| 奈美ゆりか   | なみ ゆりか     | 12月21日 | 東京都港区     | 港区立高松中学校               | 尊師が命名                                                                               | ムッシュ マコ                  | 男役 | 1982年 | |
| 初城いづる   | はつしろ いずる | 2月15日  | 東京都         | 日本大学附属第二高等学校       | 尊師が命名                                                                               | のこ                           | 男役 | 1983年 | |
| 隼れん       | はやぶさ れん   | 7月27日  | 山口県宇部市   | 香川学園高等部                 |                                                                                          | かず                           | 男役 | 1985年 | |
| 瞳真理       | ひとみ まり     | 8月5日   | 兵庫県         | 神戸大学教育学部附属住吉中学校 | 藤本義一が命名                                                                           | メル                           | 男役 | 1981年 | 日本舞踊家・花柳廸薫                                                                                   |
| 柊乃ゆかり   | ひらぎの ゆかり | 4月11日  | 京都府京都市   | 桃山中学校                     |                                                                                          | ペコ ケイコちゃん              | 娘役 | 1982年 | |
| 藤花雪絵     | ふじはな ゆきえ | 1月17日  | 兵庫県芦屋市   | 松蔭女子学院                   | 藤の花のように いつまでも 頭を低く 謙虚な気持ちで 美しい娘役に なるようにと、 恩師が命名 | ユキエ エッコ                  | 娘役 | 1985年 | |
| 冬城梢       | ふゆき こずえ   | 2月11日  | 東京都         | 清泉女学院                     |                                                                                          | コンちゃん                     | 娘役 | 1982年 | |
| 麻衣くにか   | まい くにか     | 8月25日  | 大阪府藤井寺市 | 四天王寺学園高等学校           |                                                                                          | タウト                         | 男役 | 1984年 | |
| 舞風奈三     | まいかぜ なみ   | 6月21日  | 東京都         | 鳴尾高等学校                   |                                                                                          | ナミちゃん ヤッコ              | 娘役 | 1985年 | |
| 真樹りさ     | まき りさ       | 12月14日 | 東京都         | 順心女子学園中学校             |                                                                                          | りさ                           | 娘役 | 1980年 | 娘は大樹りょう                                                                                         |
| 真琴愛       | まこと あい     | 8月20日  | 徳島県         | 梅花学園                       | 恩師が命名                                                                               | マコト マリ                    | 男役 | 1979年 | 歌手 姉は優ひかり 妹は関岡香                                                                           |
| 真笛ひびき   | まふえ ひびき   | 9月27日  | 北海道         | 被昇天学園                     | 家族で考案                                                                               | たあざん たやさん ひびき       | 男役 | 1988年 | 娘は愛羽ふぶき                                                                                         |
| 美佐和ゆり   | みさわ ゆり     | 3月26日  | 福岡県久留米市 | 久留米信愛女学院高等学校       | 自分の 好きな字                                                                          | ヤンチ                         | 娘役 | 1982年 | |
| 峰城とわ     | みねしろ とわ   | 9月6日   | 兵庫県宝塚市   | 宝塚中学校                     | 初心を永遠に忘れず 城を築くように 一歩一歩 芸道に精進する                                | ナナちゃん                     | 男役 | 1982年 | |
| 美雪花代     | みゆき はなよ   | 2月3日   | 兵庫県         | 神戸山手学園                   | 寿美花代が命名                                                                           | みゆきちゃん キュミ            | 娘役 | 1981年 | 俳優                                                                                                   |
| 優月真帆     | ゆうづき まほ   | 2月24日  | 兵庫県         | 神戸山手学園                   | 母と考案                                                                                 | マホ うっちゃん                | 男役 | 1980年 | |
| 陽うらら     | よう うらら     | 2月6日   | 大阪府大阪市   | 宝塚第一中学校                 | 暖かい 春の日差しの ように                                                               | ケイコ うらら                  | 娘役 | 1980年 | |
| 涼美緒       | りょう みお     | 6月25日  | 東京都         | 小平高等学校                   | 姉の芸名より 母と考案                                                                    | Key                            | 男役 | 1990年 | 姉は涼千夏                                                                                             |